# Massalscy herbu własnego

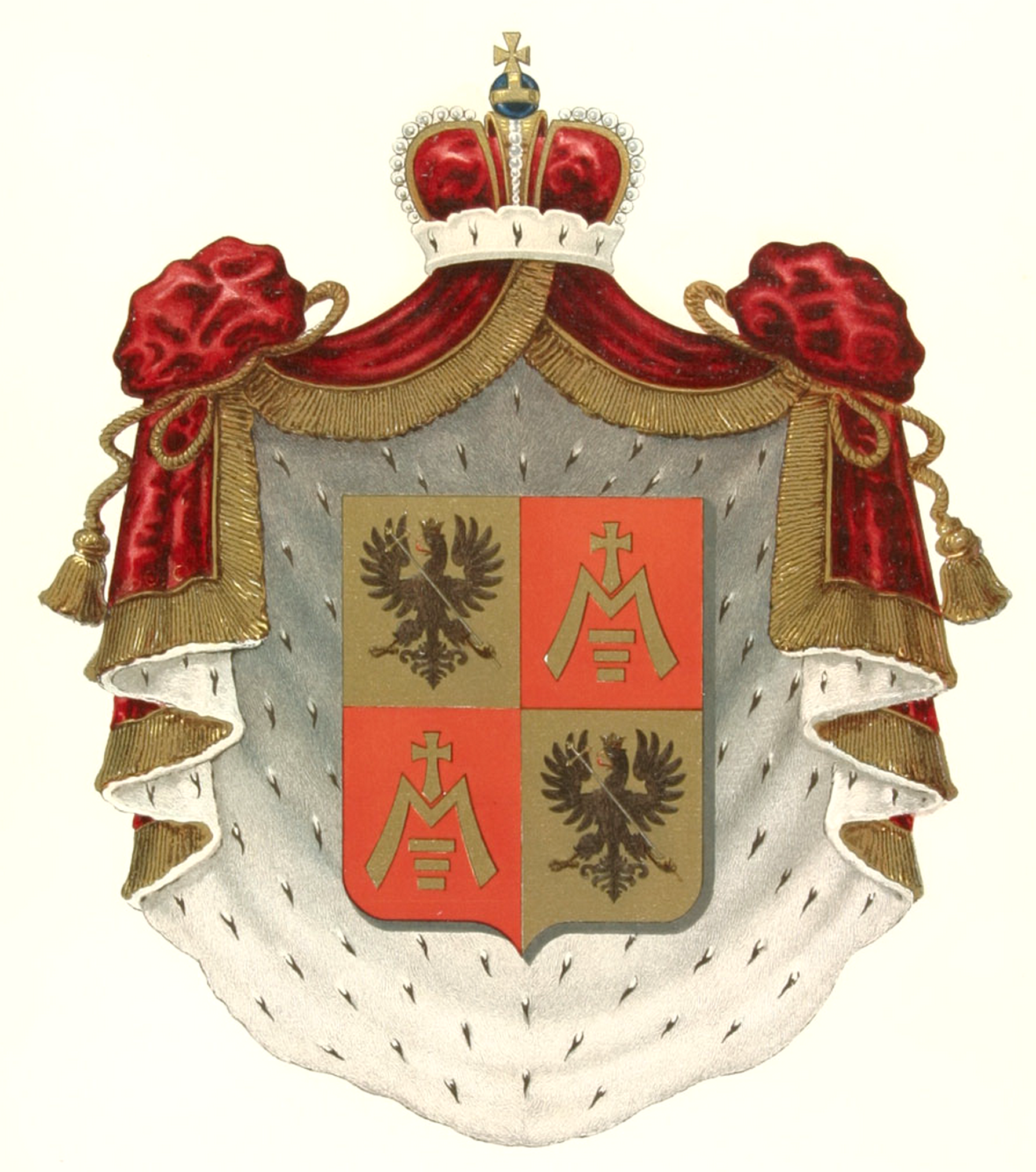
Herb własny Massalskich

Pierwotny herb Massalskich

Massalscy, czasem Masalscy lub Mosalscy – ród książęcy pochodzenia ruskiego, którego jedna linia miała charakter magnacki, pieczętujący się herbem własnym Massalski, a wywodzący się od książąt Karaczewskich, czernichowskiej gałęzi dynastii Rurykowiczów. W połowie XIV w. (ok. roku 1355) książę Czernichowski, Światosław Karaczewski, wydzielił synowi Jurijowi (Jerzemu) w samodzielne władanie północno-wschodnią część swojego księstwa (pomiędzy rzekami Oką, Ugrą i Desną). Jurij obrał za swoją siedzibę gród Masalsk i od jego nazwy przyjął dla siebie nazwisko Massalski. Ziemie te położone pomiędzy Wielkim Księstwem Litewskim i rosnącym w siłę  księstwem Moskiewskim były terenem ciągłych najazdów i walk. Na początku XV w. (1408 r.) Masalsk został przyłączony do W.K. Litewskiego ale już w 1492 r. definitywnie zaanektowany został przez Księstwo Moskiewskie i do dzisiaj znajduje się we władaniu jego następców. W wyniku tych walk i zmian politycznych część potomków kniazia (księcia) Jurija Massalskiego przeniosła się na ziemie WK Litewskiego, część pozostała na terenie Księstwa Moskiewskiego.. Massalscy żyją do dziś, reprezentowani są w Związku Szlachty Polskiej.

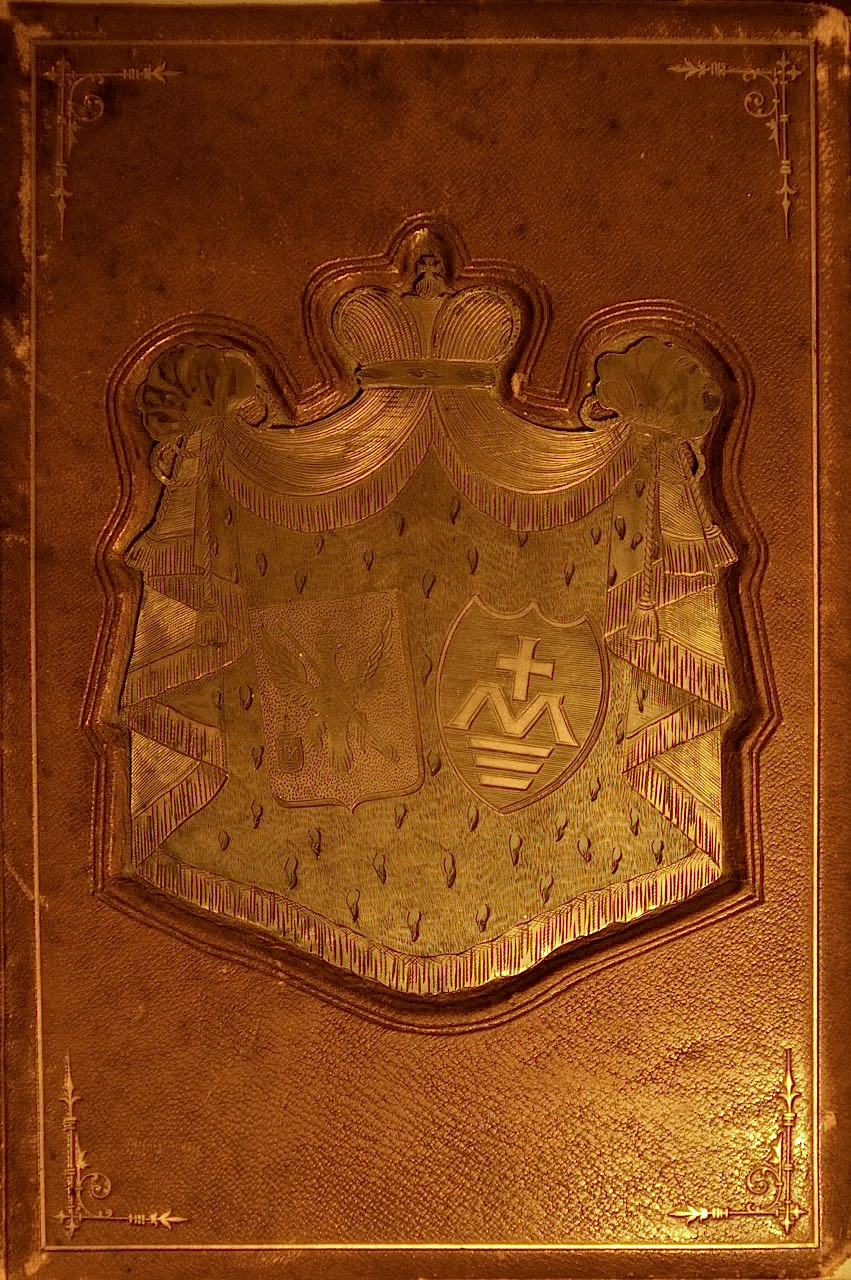
Herby rodziny Massalskich - oprawa księgi z 1892 r.
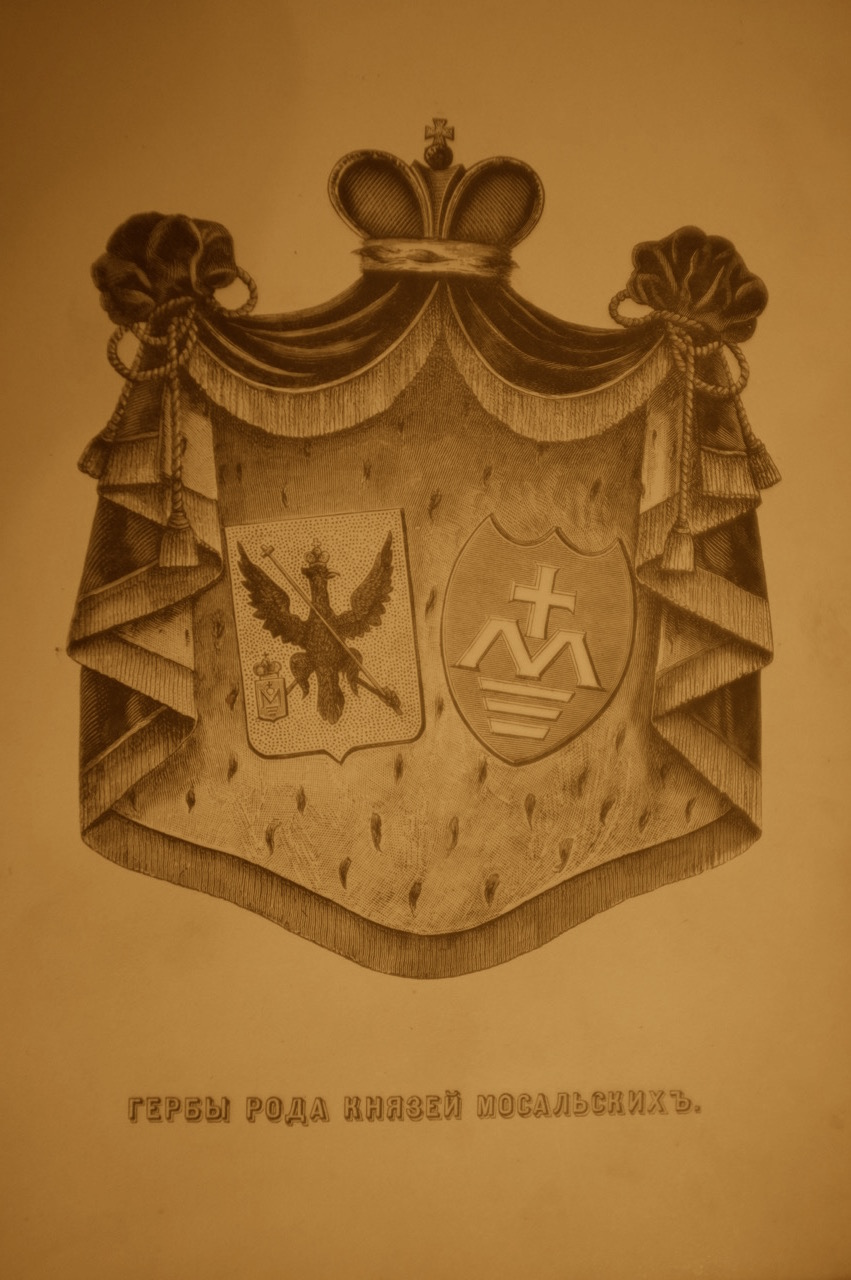
Herby rodziny Massalskich - ilustracja z księgi z  1892 r.
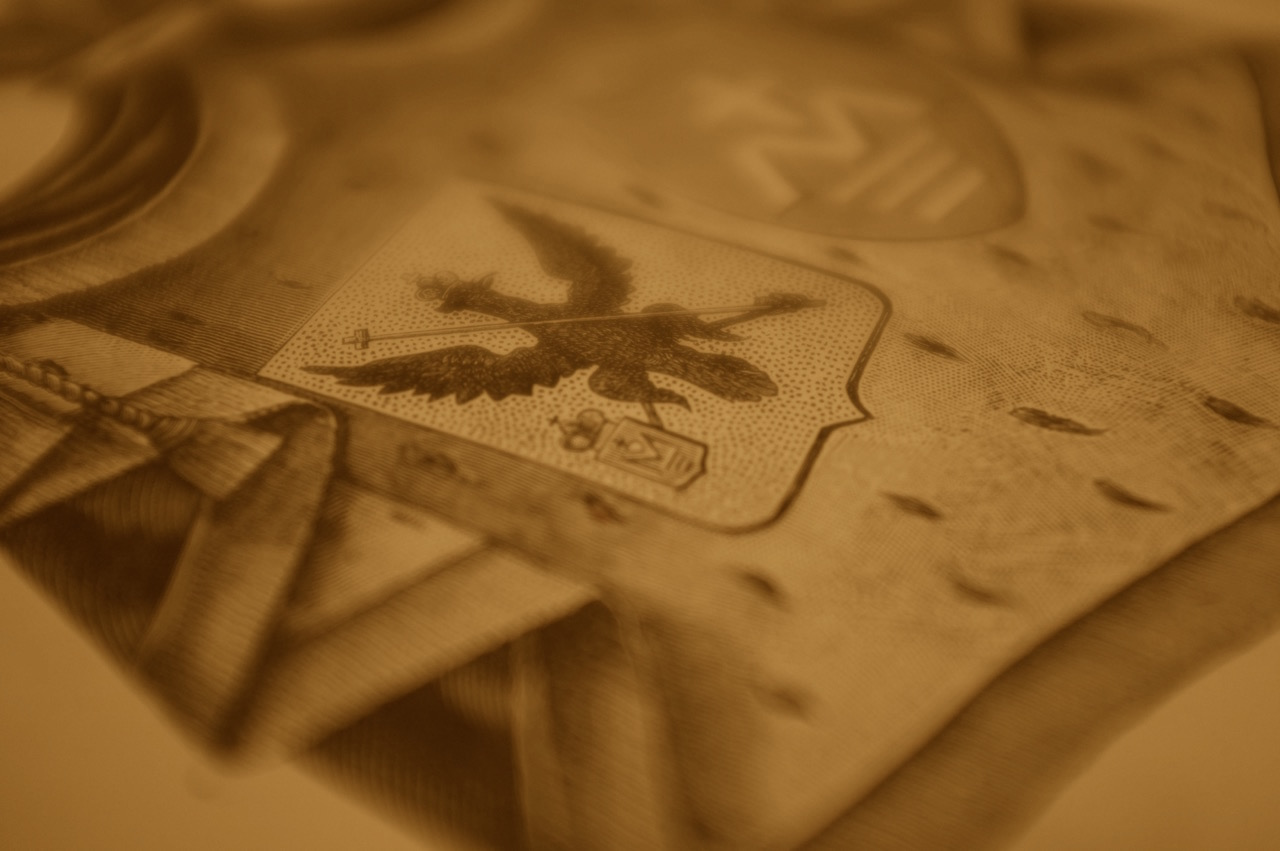
Herby rodziny Massalskich - ilustracja z księgi z 1892 r.
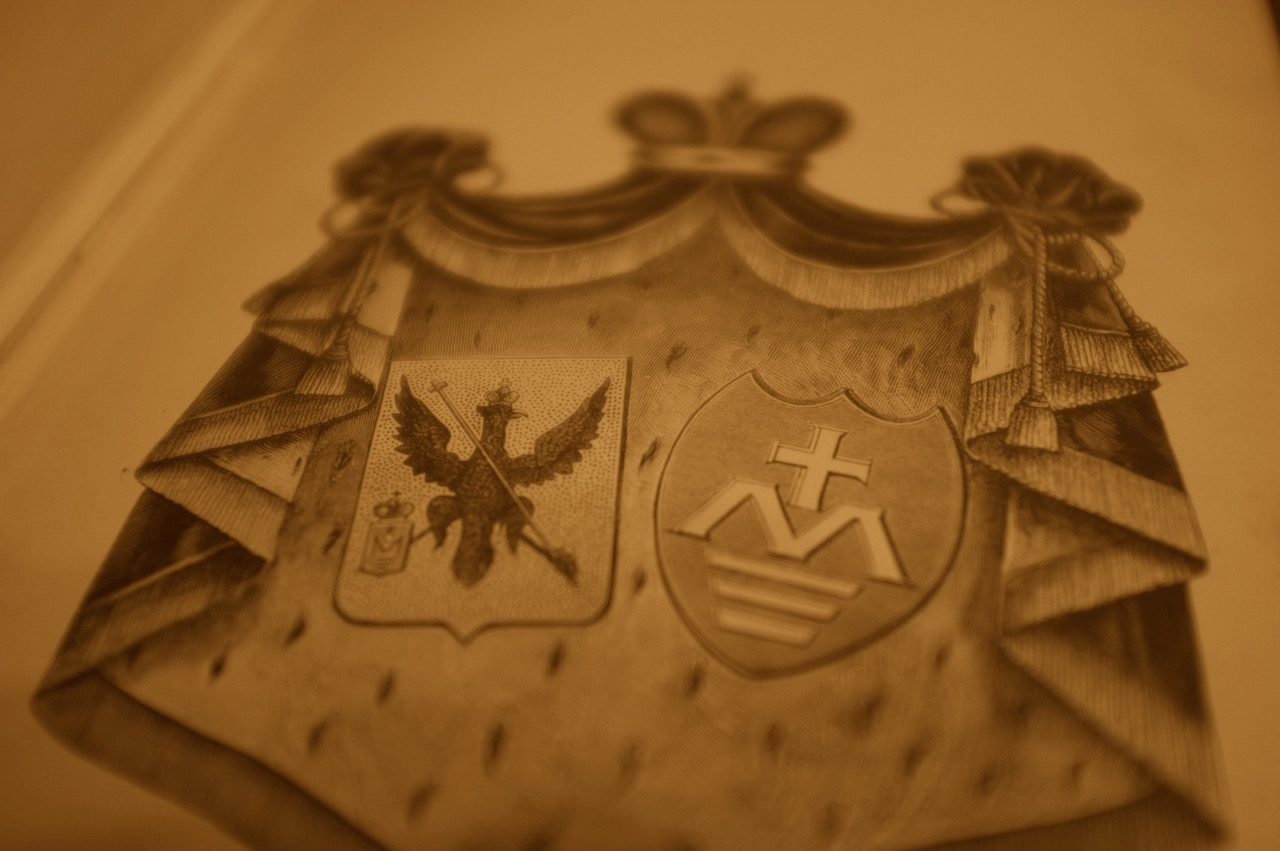
Herby rodziny Massalskich - ilustracja z księgi z  1892 r.

## Członkowie rodu
- Michał Józef Massalski – kniaź, hetman wielki litewski.
- Andrzej Massalski - wojewoda miński i brzeski
- Ignacy Jakub Massalski – kniaź, biskup wileński.
- Bohusz Massalski – kniaź, założyciel linii wołkowyskiej rodziny Massalskich.
- Piotr Bohuszewic Massalski – kniaź, starosta borysowski, syn Bohusza Massalskiego.
- Piotr Weryha Massalski (zm. 1561) – kniaź, syn Bohusza Massalskiego.
- Józef Adrian Massalski – podskarbi nadworny litewski
- Wandalin Kazimierz Massalski – polski lekarz

## Genealogia
- Herbarz ZSzP